# WASP 76 b
WASP-76b é um exoplaneta (do tipo Júpiter quente)  a 640 anos-luz da Terra. Durante o dia tem temperaturas de cerca 2.400 ºC, o que leva a que muito provavelmente tenha "chuvas" de ferro (já que durante o dia o metal vaporiza-se e durante a noite, mais fria, condensa-se, caindo como chuva).